# Sort Ashford-marmor
Sort Ashford-marmor (Ashford black marble) er en mørkegrå kalksten (og dermed geologisk betragtet ikke en marmor), som bliver sort, når den poleres. Stenen brydes ved Ashford i Derbyshire. Sort marmor var populær i 1700- og 1800-tallet og er blevet brugt til en stor mængde sager, såsom klokker, lysestager, snus- og tobaksæsker, kors, blækhuse, obelisker og termometre.
Henry Watson spillede en vigtig rolle i udviklingen af den lokale reliefskærerindustri i 1750'erne. Han var onkel til geologen White Watson og havde et værksted nær Ashford, hvor han kunne udnytte vandkraften. Sort marmor blev anvendt som underlag for intarsia (eller pietra dura), en type mosaik, hvor forskellige indlagte stenarter i forskellige farver danner sirlige ornamenter. Blandt de almindelige motiver var små blomster som forglemmigej og liljekonval.
William Martin (1767-1810) var naturvidenskabsmand, palæontolog og ven af White Watson. Han foreslog, at videnskaben skulle anvende fossiler som bevis til støtte for studiet af naturhistorie. Martin publicerede de første farvebilleder og videnskabelige undersøgelser af fossiler på engelsk. Han omtalte, at Watson og hans onkel havde fundet fossiler af Orthoceras i sort Ashford-marmor og kaldte disse fossiler krokodillehaler.
Derby Museum har et diagram forestillende Ecton Hill i Staffordshire lavet bl.a. af sort Ashford-marmor.